# Solanum saponaceum
Solanum saponaceum är en potatisväxtart som beskrevs av Michel Félix Dunal. Solanum saponaceum ingår i släktet skattor som ingår i familjen potatisväxter. Inga underarter finns listade i Catalogue of Life.